# Addio Jeff!
Addio Jeff! (Jeff) è un film del 1969 diretto da Jean Herman.